# Floks Douglasa

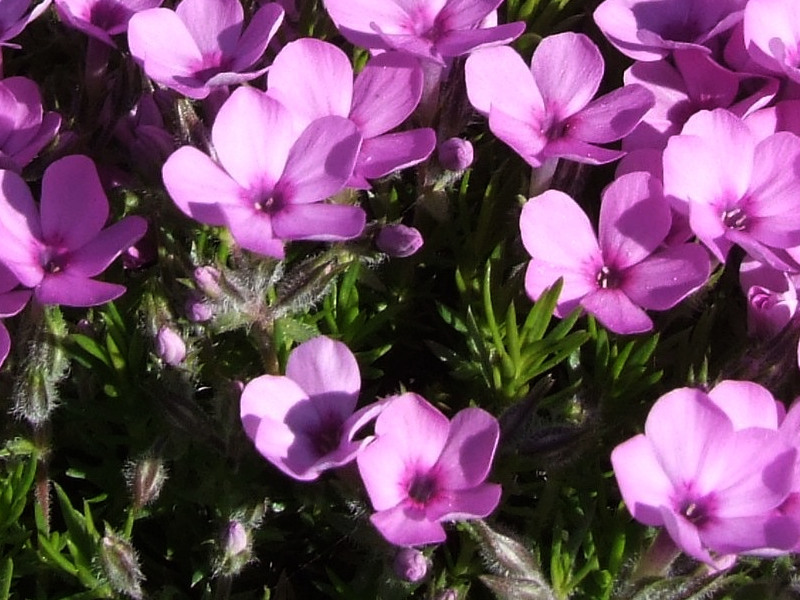
Kwiaty

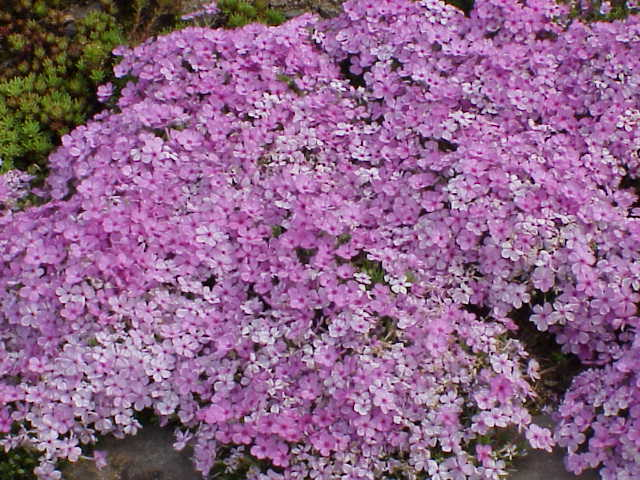
Rabata z floksem Douglasa

Floks Douglasa (Phlox douglasii), nazywany także płomykiem Douglasa – gatunek rośliny z rodziny wielosiłowatych (Polemoniaceae). Pochodzi z zachodniej części Ameryki Północnej (stany: Oregon, Waszyngton i Kalifornia). W Polsce jest uprawiany jako roślina ozdobna (rzadko).

## Morfologia
Roślina zimozielona, bylina tworząca zwarte kępy (roślina poduszkowa) o wysokości do 15 cm. Poduszki te składają się z licznych, krótkich pędów pokrytych wąskimi, sztywnymi, ciemnozielonymi liśćmi o długości do 1,5 cm. Kwiaty promieniste, karminowoczerwone (u typowej formy), o szerokich płatkach, wyrastające na szczycie pędów. Działki kielicha silnie owłosione. Występuje w 2 podgatunkach: P. douglasii subsp. douglasii i P. douglasii subsp. rigida.

## Odmiany (wybór)
- 'Admiral Red' – o intensywnie różowych kwiatach z ciemnoczerwonymu plamkami w nasadzie płatków
- 'Crackerjack' – o karminowoczerwonych kwiatach
- 'Lilac Cloud' – o jasnoróżowych kwiatach
- 'Rose Queen' – o ciemnoróżowych kwiatach
- 'Waterloo' – o karminowych kwiatach
- 'White Admiral' – o białych kwiatach

## Zastosowanie
Roślina ozdobna. Najlepiej nadaje się do ogródków skalnych lub do obsadzania murków. Może być też uprawiana na rabatach i jako roślina okrywowa do pokrywania większych powierzchni (zamiast trawnika). Rozrasta się powoli, kwitnie w maju. Walorami ozdobnymi jest bardzo intensywne kwitnienie oraz zwarty kształt i soczysta zieleń, dzięki którym roślina jest ozdobna również poza okresem kwitnienia.

## Uprawa
- Wymagania. Najlepiej rośnie na lekko wilgotnej, niezbyt jałowej glebie o dobrej przepuszczalności i obojętnym odczynie. Wymaga stanowiska słonecznego lub półcienistego (w cieniu będzie słabo kwitnąć). Jest u nas całkowicie mrozoodporny (4 strefa klimatyczna, wytrzymuje temperatury od -29 do -34 °C).
- Rozmnażanie. Najłatwiej przez podział kęp. Można też rozmnażać przez sadzonki pobierane po okresie kwitnienia lub przez nasiona.
- Pielęgnacja. Poza odchwaszczaniem nie wymaga specjalnych zabiegów pielęgnacyjnych. Latem należy zasilić nawozem wieloskładnikowym, a przy długotrwałej suszy podlewać.